# Bondans

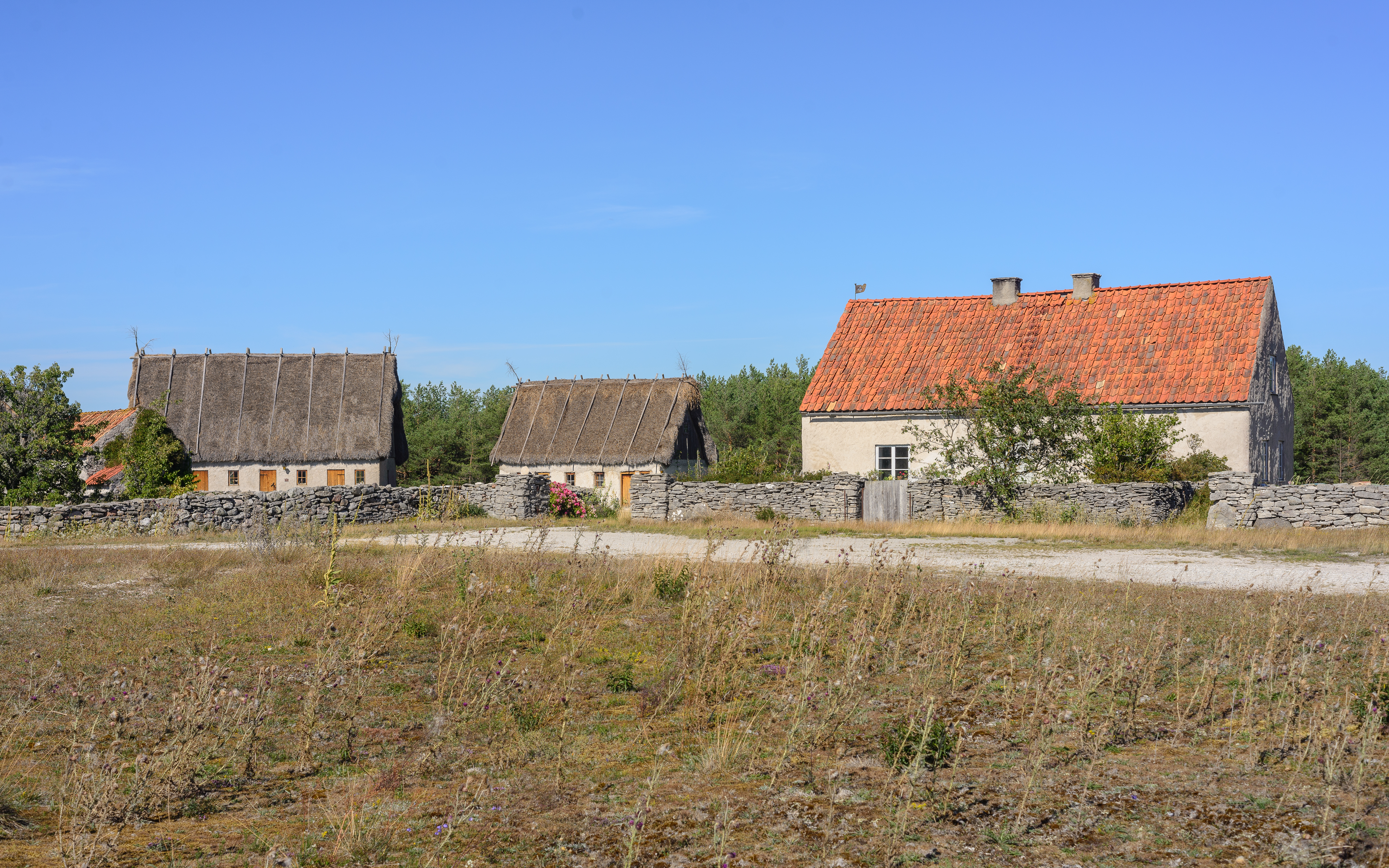
Bondans i augusti 2020.

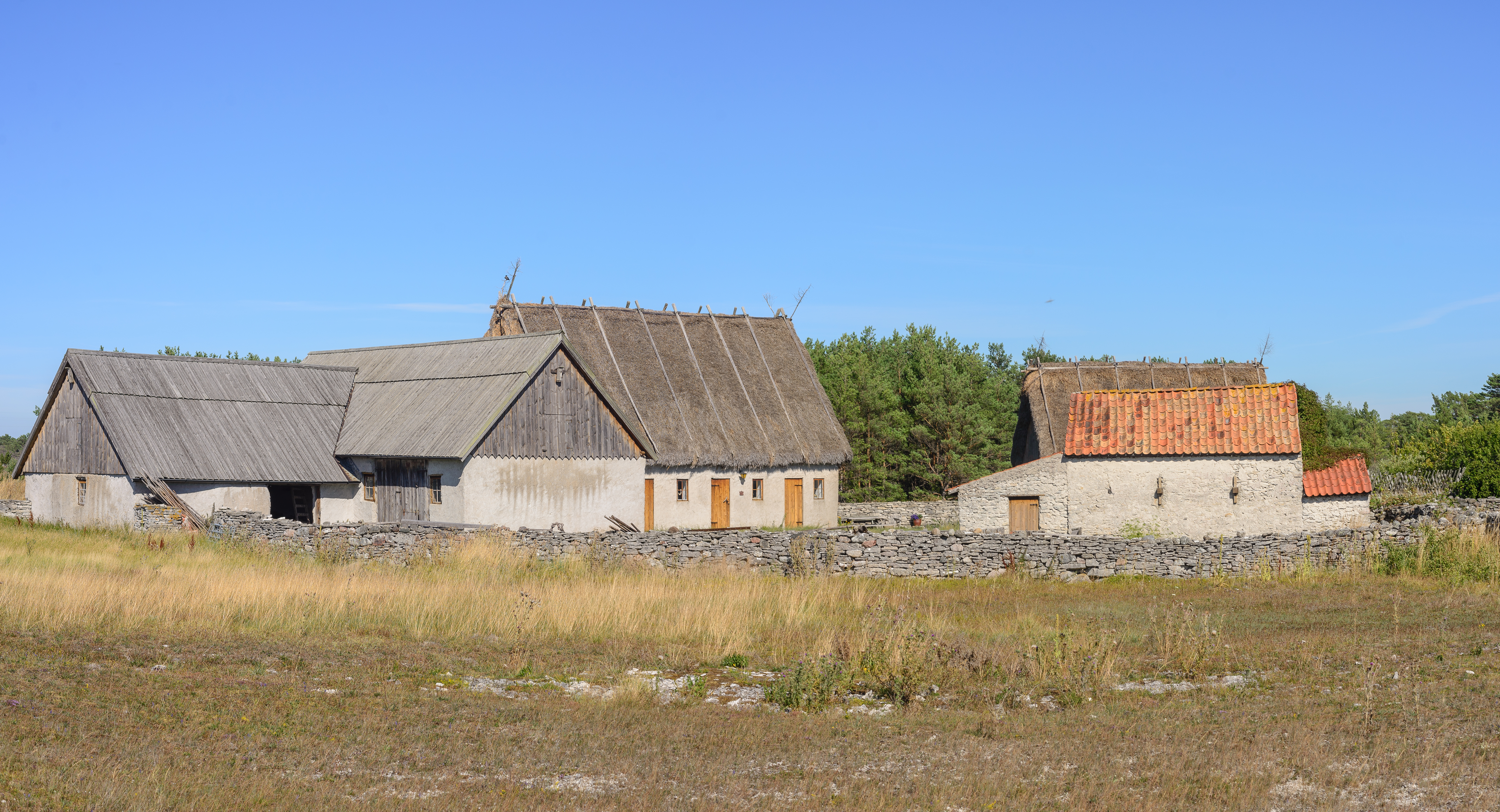
Gårdens ekonomibyggnader.

Bondans är en gård vid Bondansträsk på Fårö, Gotlands kommun.
Nuvarande gård uppfördes 1783 och är av ålderdomlig typ med sammanbyggd mangård och fägård. Förutom bostadshus i form av en parstuga med bakbygge består gården av en agtäckt ladugård, lada med tröskhus, bodlänga med magasin och gåshus samt källare och linbastu. Gården övergavs under 1900-talet men på 1970-talet restaurerades den och återställdes i ursprungligt skick för att fungera som fritidsbostad.
Sedan 1987 är gården ett byggnadsminne.